# Strike (Fernsehserie)
Strike (in den USA, Kanada und anderen Gebieten auch C.B. Strike) ist eine britische Fernsehserie, welche auf den Cormoran Strike-Romanen von Joanne K. Rowling basiert, die diese unter dem Pseudonym Robert Galbraith veröffentlicht hat. Die Serie adaptiert dabei Der Ruf des Kuckucks in den ersten drei Folgen sowie Der Seidenspinner und Die Ernte des Bösen in jeweils zwei weiteren Folgen. Im Oktober 2018 wurde bekannt, dass auch der vierte Roman Weißer Tod in vier weiteren Folgen adaptiert wird. Im Jahre 2022 folgte dann die 5. Staffel mit der Verfilmung von Böses Blut als Vierteiler. Die 6. Staffel The Ink Black Heart wurde im Dezember 2024 ebenfalls in vier Teilen ausgestrahlt.

## Inhalt
Die Serie zeigt Cormoran Strike, einen Kriegsveteranen, der aus einem winzigen Büro in der Londoner Denmark Street eine Privatdetektei führt, in welcher er sein einzigartiges Wissen und seinen Hintergrund als Ermittler der Sonderermittlungsabteilung zur Lösung komplexer Fälle nutzt, die sich der Polizei entziehen.

## Besetzung und Synchronisation
Die Synchronisation der Serie wird von der Synchronfirma Level 45 nach Dialogbüchern und unter der Dialogregie von Guido Kellershof erstellt.
| Rolle               | Darsteller        | Synchronsprecher |
| ------------------- | ----------------- | ---------------- |
| Cormoran B. Strike  | Tom Burke         | Sven Fechner     |
| Robin Ellacott      | Holliday Grainger | Maria Hönig      |
| Matthew Cunliffe    | Kerr Logan        | David Riedel     |
| „Shanker“           | Ben Crompton      |                  |
| Charlotte Campbell  | Natasha O’Keeffe  |                  |
| D.I. Eric Wardle    | Killian Scott     | Paul Matzke      |
| D.I. Richard Anstis | Sargon Yelda      |                  |

## Rezeption
Ursula Scheer fragt in ihrer Besprechung der Fernsehserie in der FAZ, ob sich wohl irgendjemand beim Fernsehen für Mr. Strike interessiert hätte, wenn die Maskerade des literarischen Megastars nicht gelüftet worden wäre. „Durchaus. Die Drama-Abteilung des Senders hatte den ersten Strike-Roman schon vor der Enttarnung als potentiellen Filmstoff ins Auge gefasst. Zu Recht.“ Sie bemängelt zwar die vielen Klischees („vor allem was die Partnerdynamik in der Detektei betrifft, die exakt so aussieht, wie man erwarten würde“), doch dies verzeihe man nicht nur wohlwollend, sondern verfolge es amüsiert, „weil es in eine durchaus raffinierte Krimihandlung eingebettet ist, die von der Gosse bis in die Habitate der oberen zehntausend Londoner Milieus durchmisst“.

## Home-Video-Veröffentlichung
Im deutschsprachigen Raum wird die Serie durch Warner Bros. Home Video verlegt. Die erste Box, welche die ersten drei Staffeln, bestehend aus sieben Episoden, beinhaltet, wurde am 6. Dezember 2018 veröffentlicht.